# Acianthera decurrens
Acianthera decurrens là một loài thực vật có hoa trong họ Lan. Loài này được (Poepp. & Endl.) Pridgeon & M.W.Chase mô tả khoa học đầu tiên năm 2001.